# Symon van der Does
Symon (Simon) van der Does (Delft, 18 april 1507 - Den Haag, 11 april 1587), lid van het geslacht Van der Does, was baljuw van Vlieland en schout, schepen en burgemeester van Den Haag. 

## Biografie
Symon van der Does is niet dezelfde persoon als de kunstenaar Simon van der Does, die een stuk later leefde (1653 - circa 1717) en waarvan ook niet is bewezen dat het om familie gaat. 

### Afkomst en jeugd

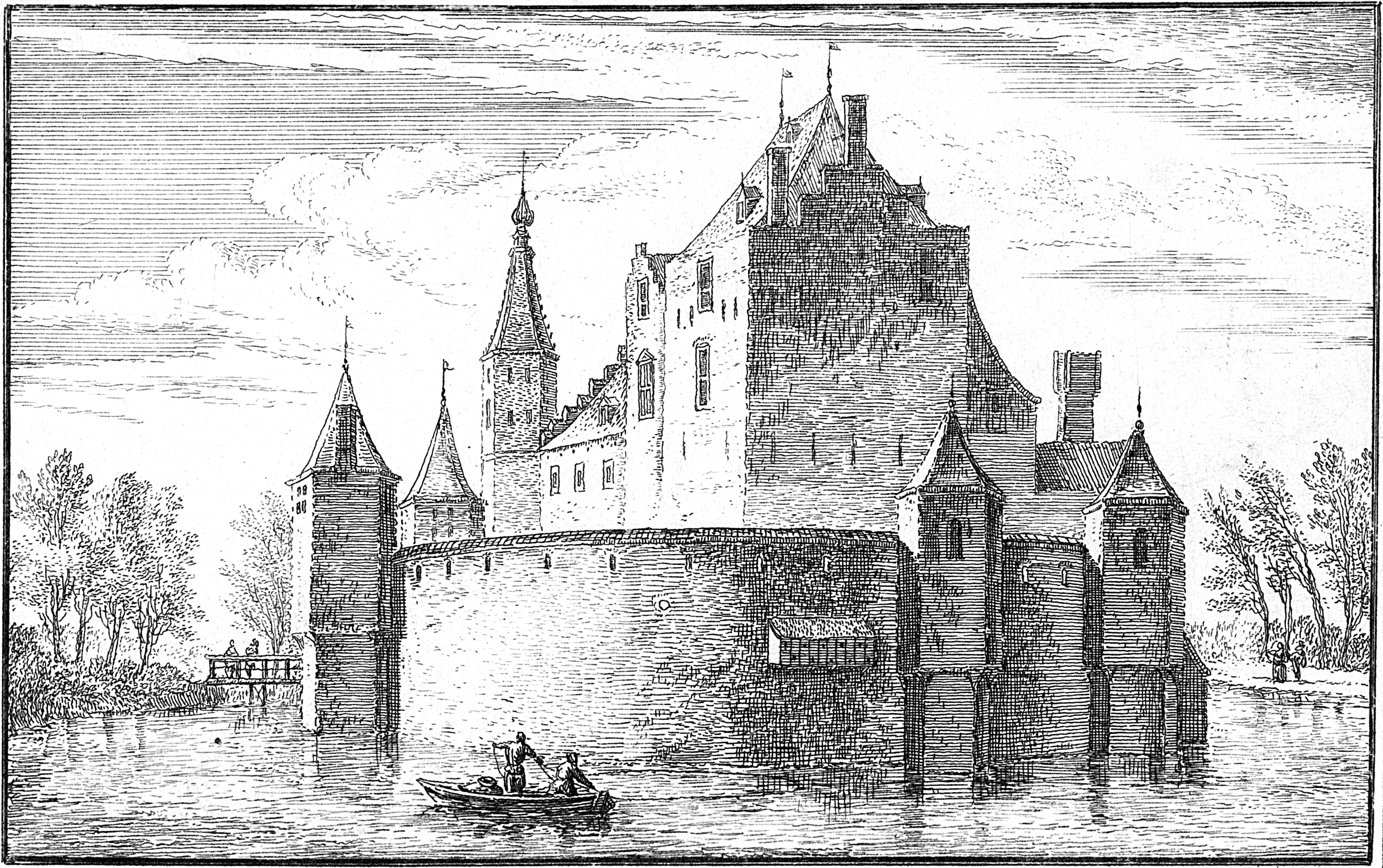
Gezicht op de achterzijde van het kasteel Huis Ter Does bij Leiderdorp, in de situatie van omstreeks 1620. Prent gemaakt door Abraham Rademaker

Symon van der Does was de zoon van Frank Willemszoon van der Does en van Dieuwer Simonsdochter van Eversdyck. Over zijn vader is bekend dat hij lid was van het Sint-Joris schuttersgilde, waarvan het lidmaatschap alleen open stond voor adellijke mannen en leden van de hofhouding van de landsheer van Holland. Een voorname afkomst van Symon van der Does is dus zeer waarschijnlijk. Het Nederland's Adelsboek van 1941 schrijft dat het geslacht van der Does haar naam ontleent aan het kasteel Ter Does bij Leiderdorp, dat op zijn beurt was vernoemd naar de Does, een van de oudste kunstmatige watergangen in Zuid-Holland. De familie Van der Does zelf claimde een afstamming van ene Maurijn van der Does, dijkgraaf van de Nieuwendijk in 1394. Over de jeugd van Symon van der Does is niets bekend.

### Loopbaan
Vanaf ± 1538 tot ± 1550 woonde van der Does in Harlingen, hij was in die tijd convooi- en accijnsmeester van Keizer Karel V in Friesland en hield zich uit dien hoofde bezig met het innen van belastingen op handel. Daarnaast was hij baljuw van Vlieland, pluimgraaf van Wieringen en leenman van het Graafschap Holland. Omstreeks 1550 verhuisde hij naar Den Haag, waar hij aan de zuidzijde van de Vlamingstraat twee huizen bezat. In 1551 wordt Symon van der Does benoemd als schepen van Den Haag en blijft dat tot 1564, in welk jaar hij wordt benoemd tot schout van die plaats. In 1564 koopt hij een huis aan de Haagse Papestraat, maar het is niet bekend of hij daar ook heeft gewoond, of het als belegging kocht. Nadat hij in 1566 zijn werk als schout neerlegt wordt hij een jaar later gesommeerd om een eed van trouw af te leggen voor Koning Filips II, wat hij ook doet. Echter, gezien het gegeven dat hij na die tijd nog een aantal eervolle functies krijgt, mag worden verondersteld dat hij aan de kant van de Geuzen zal hebben gestaan. Onder meer wordt hij in 1577 vroedschap en van 1578 tot 1581 aangesteld als burgemeester van Den Haag. 

### Nevenfuncties
In aanvulling op zijn werk als schepen, schout en burgemeester bezat van der Does in Den Haag verscheidene functies, die hij min of meer uit hoofde van die banen kreeg. Zo was hij regent van het Sacraments Gildehuis, deken van dat gilde, kerkmeester van de Grote of Sint-Jacobskerk, geestmeester en buitenvader van het Burgerweeshuis. 

### Huwelijk en nageslacht
Hij huwde ten eerste in 1537 met Elisabeth van Breene (†1558), dochter van Sem IJsbrandszoon van Breene en Vincentia Syversdochter. Na het overlijden van zijn eerste vrouw trouwde hij ± 1560 met Maria  de Wilde, dochter van Jacob de Wilde en Neeltgen Frankendochter van der Does. Uit het eerste huwelijk zijn kinderen voortgekomen, waaronder:
- Ysbrand van der Does, controleur-generaal der artillerie, die trouwt met (1e) Willemina van Egmont van Merenstein en (2e) met Johanna de Kempenaer.
- Sem van der Does, kapitein in dienst van de Staten, onder andere te Middelburg in 1588, die trouwt met Mechteld Vinck, dochter van een schepen van Gorinchem.
- Willem van der  Does, ontvanger-generaal van de convoyen en licenten, hoofdschout van Amsterdam, lid van de Admiraliteit van Amsterdam, trouwt met Maria Glimmer.
- Vincentia van der Does, trouwt met Mr. Jan van der Haer, raadsheer bij het Hof van Holland.
- Dirk van der Does